# Абдулмамбетово (Абзелиловский район)
Абдулмамбе́тово (баш. Әбделмәмбәт) — деревня в Абзелиловском районе Республики Башкортостан России, относится к Халиловскому сельсовету.

## Географическое положение
Расстояние до:
- районного центра (Аскарово): 28 км,
- центра сельсовета (Халилово): 7 км;
- ближайшей железнодорожной станции (Альмухаметово): 16 км.

## Население
| 1968 | 2002 | 2009 | 2010 |
| ---- | ---- | ---- | ---- |
| 411  | ↗514 | ↗602 | ↘576 |

Национальный состав
Согласно переписи 2002 года, преобладающая национальность — башкиры (100 %).

## Религия
В деревне есть мечеть.